# Enhanced Messaging Service
Enhanced Messaging Service (EMS, en français service de messagerie amélioré), est une extension applicative du SMS pour les téléphones mobiles, disponible pour les réseaux GSM, TDMA et CDMA.
Un téléphone conçu pour l'EMS peut envoyer et recevoir des messages comportant des formatages (comme le gras et l'italique), des animations, images, icônes, effets sonores, ou sonneries spéciales.
Les messages EMS qui sont envoyés à un appareil ne supportant pas ce format sont affichés comme un SMS.
Le format EMS a été développé en collaboration par des sociétés telles Ericsson, Motorola, Siemens et Alcatel, parmi d'autres. Il est défini dans la spécification technique 23.040 du 3GPP : (en) "Technical realization of Short Message Service (SMS)".